# Bahnhof Eitorf
Der Bahnhof Eitorf befindet sich im Zentrum der Gemeinde Eitorf im Rhein-Sieg-Kreis. Er wurde 1859 von der Cöln-Mindener Eisenbahn mit der Siegstrecke eröffnet und diente dem Personen- und Güterverkehr. Planmäßig verkehren hier heute der RE 9, die S 12 und die S 19 (nur montags bis freitags) im Stundentakt, wobei der RE 9 zur Hauptverkehrszeit morgens in Richtung Köln und nachmittags in Richtung Siegen verstärkt wird. Selten fahren auch Güterzüge durch den Bahnhof, die Güterannahmerampe ist stillgelegt. Sämtliche planmäßig durch den Bahnhof verkehrende Personenzüge werden von der DB Regio NRW betrieben. Der Bahnhof entspricht heute der Kategorie 5 und ist ein Durchgangsbahnhof. Die Betriebsstellenabkürzung lautet KEIT (ehemalige Bundesbahndirektion Köln, Bahnhof Eitorf), die Internationale Bahnhofsnummer ist 8001736.

## Hochbauten

### Empfangsgebäude

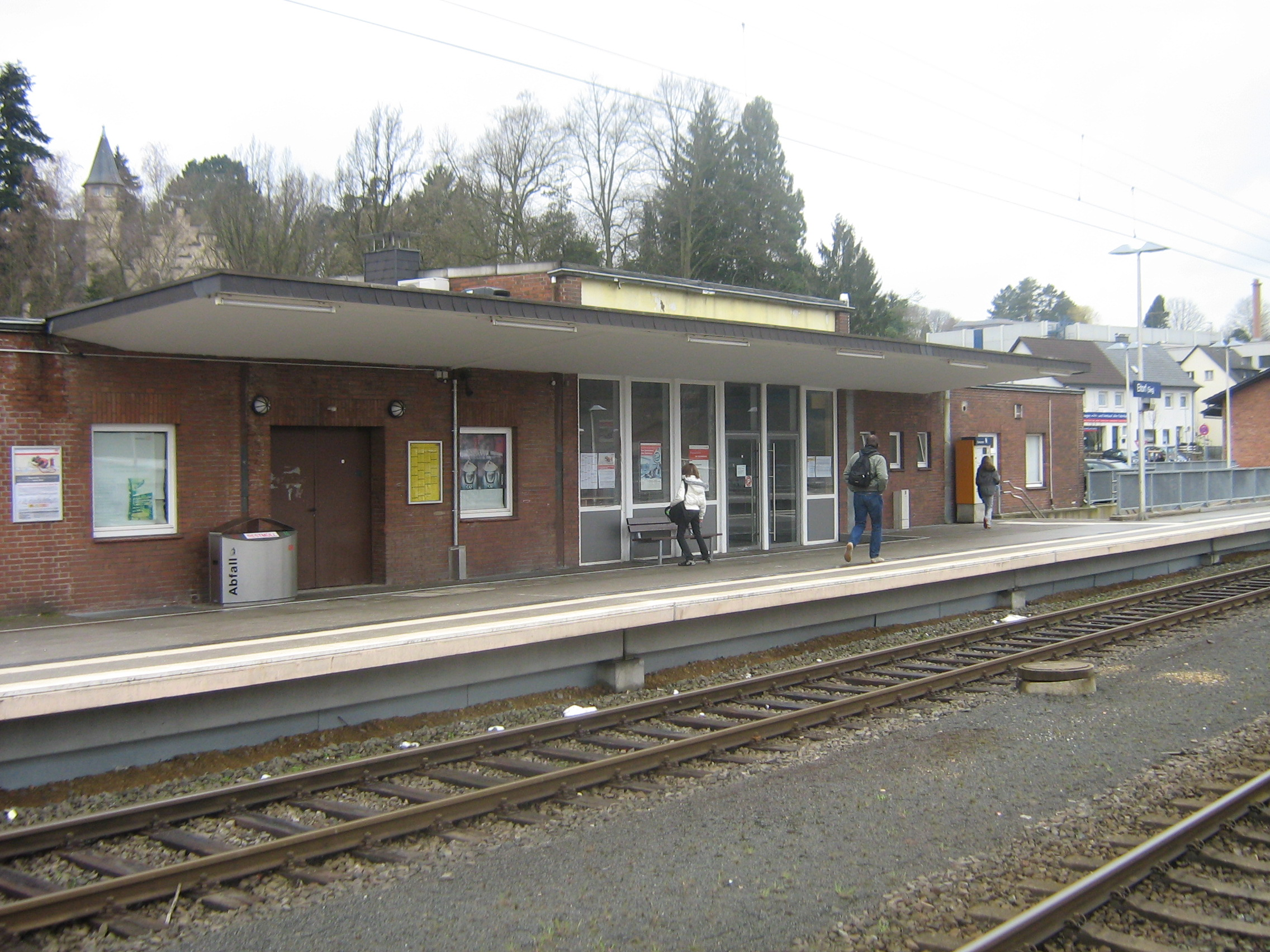
Empfangsgebäude Gleisseite, 2008

Das Empfangsgebäude aus der Eröffnungszeit wurde im Zweiten Weltkrieg nahezu vollständig zerstört. Ein Anbau diente danach als Provisorium, später wurden die Vorhalle und die Gepäckabfertigung in behelfsmäßiger Form daran angebaut. Bei großem Fahrgastandrang reichten die Örtlichkeiten nicht aus, sodass ein Teil der Fahrgäste vor dem Gebäude ausharren musste. Der Bahnhof wurde zu dieser Zeit von werktäglich etwa 5200 Reisenden frequentiert. Nachdem der Bahnhofsvorsteher von Eitorf und das Betriebsamt Siegburg die Missstände bei der Bundesbahndirektion Köln vortrugen, wurde deren Präsident Erwin Keßler im September 1955 in Eitorf vorstellig. Er beauftragte das Betriebsamt Siegburg daraufhin mit der Raumplanung für ein neues Empfangsgebäude, die im Dezember 1955 vorlag. Da eine Kofinanzierung weder durch die Gemeinde noch durch den Landkreis erfolgte, trug die Direktion das Vorhaben bei der Hauptverwaltung der Bundesbahn in Frankfurt am Main vor, die am 18. Juli 1957 grünes Licht für einen Vorentwurf mit Kostenüberschlag gab.
Der Entwurf des Kölner Hochbaudezernats sah ein eingeschossiges langgestrecktes Empfangsgebäude vor. Der Rauminhalt war mit 1830 Kubikmetern fast doppelt so groß wie des Provisoriums mit 950 Kubikmetern, fiel aber kleiner aus als beim Vorgängerbau mit 2500 Kubikmetern. Architektonisch bestimmend waren die Zusammenlegung der Fassade der Bahnhofsgaststätte mit dem zweitürigen Eingangsbereich zu einer zwölfachsigen Rasterfassade sowie das stark nach hinten geneigte Flachdach. Dadurch konnte die lichte Höhe im Eingangsbereich auf 3,70 Meter angehoben werden, während sie an der Gleisseite und in den Diensträumen des östlichen Anbaus etwa 2,50 Meter beträgt. Der Innenraum war für den sogenannten Rechtsverkehr konzipiert, das heißt, dass die Fahrkartenschalter und Gepäckaufgabe beim Betreten rechts angeordnet waren, während linkerhand die Bahnhofsgaststätte zu finden war. Die Baukosten wurden mit 280.000 D-Mark veranschlagt, weitere 50.000 D-Mark waren für die Überdachung des Hausbahnsteigs an Gleis 1 und die Verbreiterung des Mittelbahnsteigs vorgesehen. Der Einbau einer Unterführung zu einem späteren Zeitpunkt war berücksichtigt worden. Hinzu kamen 40.000 D-Mark für die Anlage eines Busbahnhofs mit drei Halteinseln.
Die Ausschreibungen für den Rückbau des alten und Neubau des neuen Empfangsgebäudes werden im Oktober 1959 veröffentlicht. Im November 1959 gab die BD Köln die Zuweisung der ersten 30.000 D-Mark für den Umbau bekannt. Der Rohbau wurde vermutlich am 15. Juli 1960 fertiggestellt. Im Oktober 1960 traten kurzzeitig Schwierigkeiten auf, da die Bahnhofswirtin ihr Lokal im provisorischen Gebäude schloss und der Wartesaal somit nicht mehr zugänglich war. Erst als die Bundesbahn 3000 D-Mark Kostenbeteiligung am Abbruch der alten Räumlichkeiten zusicherte, öffnete sie ihr Lokal wieder. Etwa zeitgleich werden mehrere Mängel am Bau ersichtlich, die behoben werden mussten. Am 8. Oktober 1962 berichtete die Bahnmeisterei Au dem Betriebsamt Siegburg, dass „das Bauvorhaben fertiggestellt und bis auf die Beseitigung einiger kleiner Mängel aus der Abnahme“ sei. Die Gesamtkosten lagen bei 430.000 D-Mark, wovon die Untergrundverbesserung des Vorplatzes allein 50.000 D-Mark kostete. Das eigentliche Eröffnungsdatum des Gebäudes ist nicht bekannt, ebenso wenig der Grund für die gegenüber dem Entwurf veränderte Fassade. Das Gebäude stand zu Beginn der 2000er Jahre einige Jahre leer und konnte von Reisenden nicht betreten werden. Seit Februar 2009 befindet sich nun eine Bäckereifiliale in der ehemaligen Schalterhalle. Neben dem Bahnhof gibt es ein Parkhaus und einen Parkplatz, die von Pendlern zum Park-and-ride genutzt werden.

### Bahnsteige
Bis Frühjahr 2004 besaß der Bahnhof einen Hausbahnsteig und zwischen den Gleisen 1 und 2 einen Zwischenbahnsteig, der nur ebenerdig über Gleis 1 mittels Reisendenübergang erreicht werden konnte. Deshalb durfte in Eitorf immer nur ein Zug halten, bei Zugkreuzungen musste einer der beiden Züge vor dem Bahnhof die Abfahrt des anderen abwarten.
Seit dem Umbau liegt ein Außenbahnsteig für Gleis 2 hinter dem Gleis. Die Seitenbahnsteige sind über Rampen auch barrierefrei erreichbar. Die Bahnsteige verfügen über eine Höhe von 76 Zentimetern, weswegen Rollstuhlfahrer nicht ohne fremde Hilfe in die Züge der S-Bahn, die über eine Einstiegshöhe von 96 Zentimetern verfügen, ein- und aussteigen können.

### Stellwerk
Das Relaisstellwerk Ef (Eitorf, Fahrdienstleiter) vom Typ Sp Dr S 60 steuert die Bahnhöfe Eitorf und Merten (Sieg). Die baugleichen Stellwerke der Bahnhöfe Blankenberg (Sieg) und Hennef (Sieg) sind nicht örtlich besetzt, sondern werden vom Fahrdienstleiter in Eitorf ferngesteuert. Auch der eingleisige Abschnitt auf der Siegstrecke zwischen Merten und Blankenberg (siehe hierzu auch Gutachten der Landesverkehrsplanung) wird vom Eitorfer Fahrdienstleiter gesteuert, ebenso wie mehrere Bahnübergänge.

## Geschichte

Das im Krieg zerstörte alte Bahnhofsgebäude, 1910

1910 hatte der Bahnhof 30 Mitarbeiter: Stationsvorsteher Kuhlmann, Eisenbahnpraktikant Eschborn, Bahnmeister Dewes, Oberbahnassistent Both, Eisenbahnassistent Dewel, Unterassistent Altwickler, Lademeister Sommershof, die Bahnsteigschaffner Rösgen und von Weschpfennig, die Eisenbahngehilfen Gude, Hönscheid, Kolf, Kollasch und Stoever, die Lokomotivführer Stahl, Melchers, Miebach und Göldner, die Lokomotivheizer Pütz, Ennenbach, Hassel, Bensberg, Bangert, Zöller, Schopp, Löhe und Halber, Maschinenwärter Karp, Rottenführer Wiertz und Schirrmann Lohmberg. Bis in die Nachkriegszeit wurden viele Eitorfer Firmen durch Nebengleise mit Gütern beliefert. Neben den großen Firmen Schoeller’sche Kammgarnspinnerei und Boge beispielsweise auch Baustoffhandel Langel.

## Zukunft
In der ursprünglichen S-Bahn-Planung der 1970er Jahre war vorgesehen, dass die S 12 bis Eitorf im 20-Minuten-Takt verkehren sollte. Allerdings wäre dazu ein zweigleisiger Ausbau der Siegstrecke zwischen den Bahnhöfen Merten und Blankenberg sowie der Bau einer Wendeanlage in Eitorf nötig. Außerdem müssten die vorhandenen Bahnübergänge, die sich auf beiden Seiten des Bahnhofs befinden, durch kreuzungsfreie Lösungen ersetzt werden, um Platz für die Wendeanlage zu schaffen. (Zu den Ausbauplanungen siehe Siegstrecke#Planungen.)

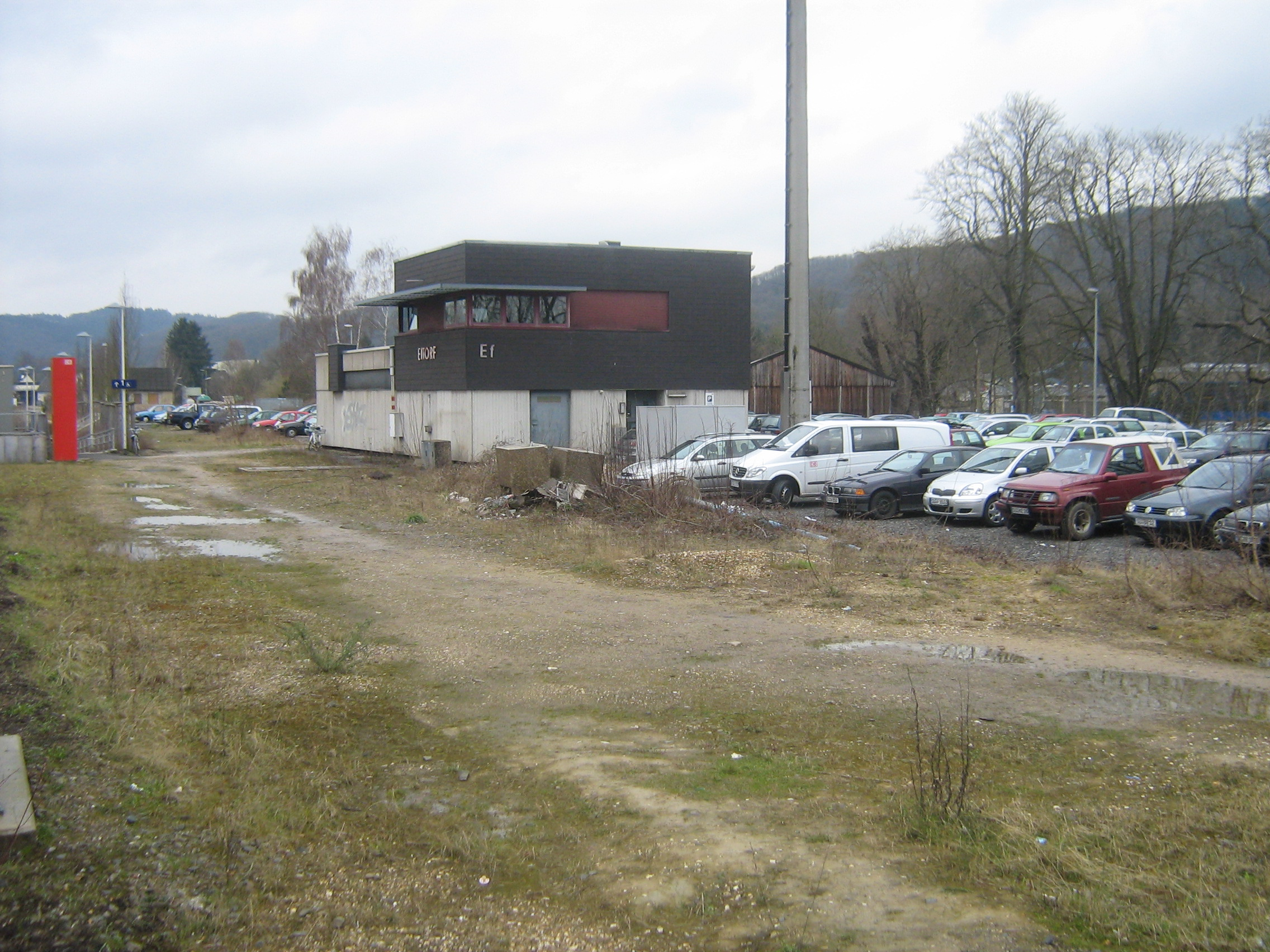
Eitorfer Stellwerk, 2008
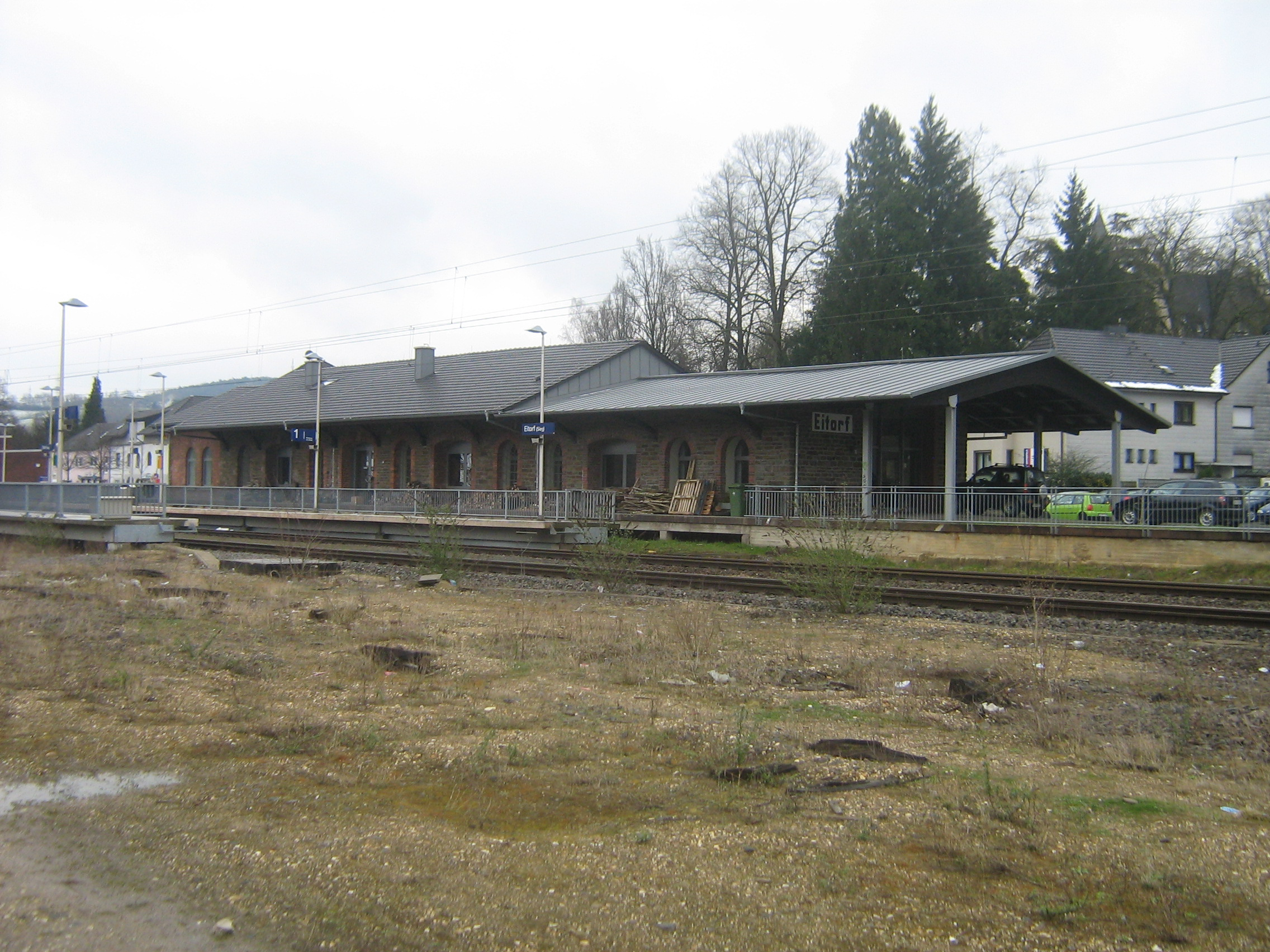
Stillgelegte Güterannahmerampe, 2008
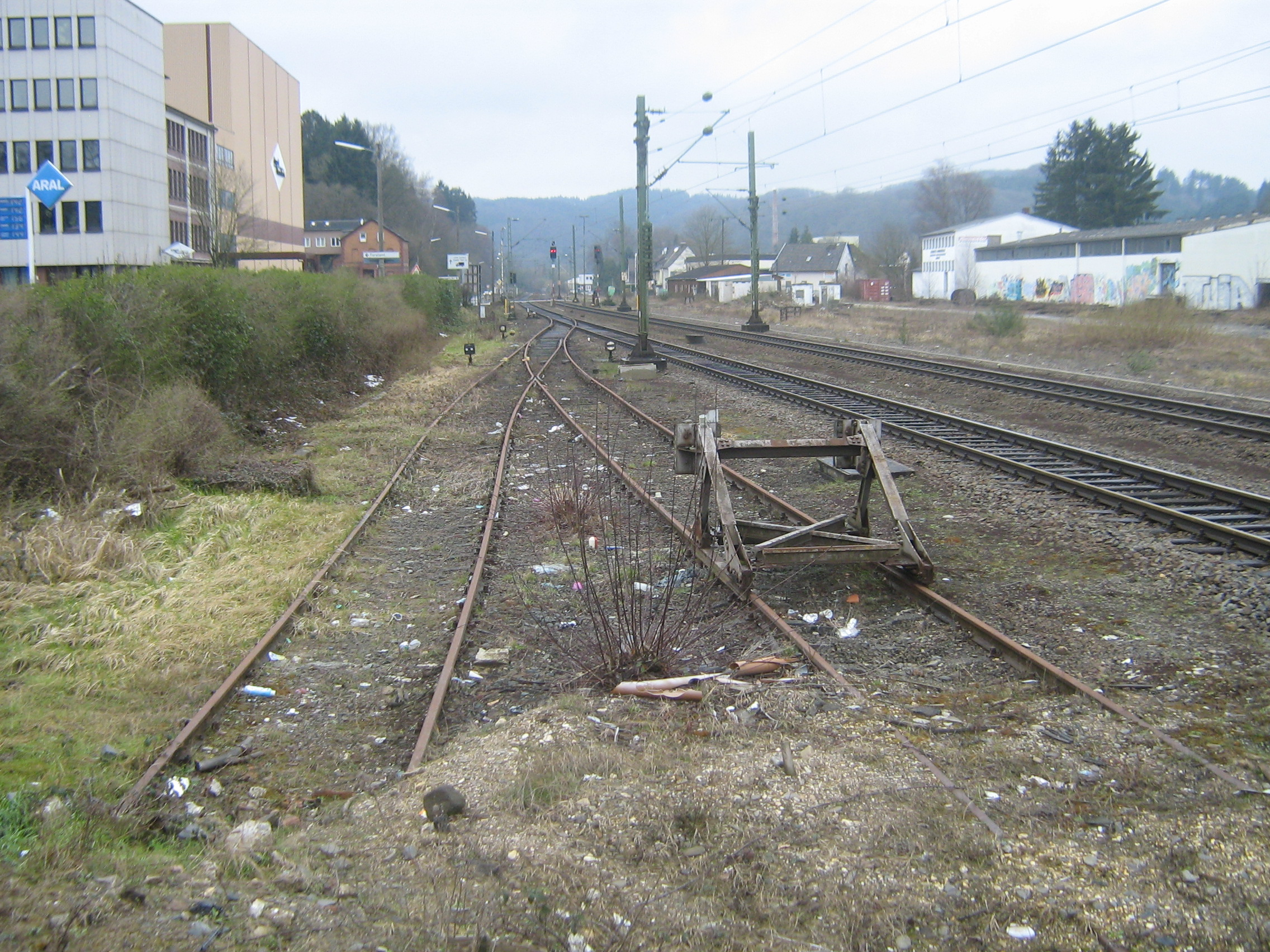
Stillgelegte Gütergleise, 2008

## Verkehr
Der Bahnhof ist Haltepunkt des RE 9 sowie der Linien S 12 und S 19 der S-Bahn Köln.
| Linie | Verlauf | Takt   |
| ----- | --- | ------ |
| RE 9  | Rhein-Sieg-Express: Aachen Hbf – Aachen-Rothe Erde – Stolberg (Rheinl) Hbf – Eschweiler Hbf – Langerwehe – Düren – Horrem – Köln-Ehrenfeld – Köln Hbf – Köln Messe/Deutz – Porz (Rhein) – Troisdorf – Siegburg/Bonn – Hennef (Sieg) – Eitorf – Herchen – (Dattenfeld –)* Schladern (Sieg) – (Rosbach (Windeck) –)* Au (Sieg) – (Etzbach –)* Wissen (Sieg) – (Niederhövels – Scheuerfeld (Sieg) –)* Betzdorf (Sieg) – Kirchen – Brachbach (– Niederschelden – Eiserfeld (Sieg))* – Siegen Hbf * Halt einzelner Züge im Nacht- und Berufsverkehr Stand: Fahrplanwechsel Dezember 2023 | 60 min |
| S 12  | Horrem – Frechen-Königsdorf – Köln-Weiden West – Köln-Lövenich – Köln-Müngersdorf Technologiepark – Köln-Ehrenfeld – Köln Hansaring – Köln Hbf – Köln Messe/Deutz – Köln Trimbornstraße – Köln Airport Businesspark – Köln Steinstraße – Porz (Rhein) – Porz-Wahn – Spich – Troisdorf – Siegburg/Bonn – Hennef (Sieg) – Hennef Im Siegbogen – Blankenberg (Sieg) – Merten (Sieg) – Eitorf – Herchen – Dattenfeld (Sieg) – Schladern (Sieg) – Rosbach (Sieg) – Au (Sieg) Stand: Fahrplanwechsel Dezember 2023                                                                        | 60 min |
| S 19  | Düren – Merzenich – Buir – Sindorf – Horrem – Frechen-Königsdorf – Köln-Weiden West – Köln-Lövenich – Köln-Müngersdorf Technologiepark – Köln-Ehrenfeld – Köln Hansaring – Köln Hbf – Köln Messe/Deutz – Köln Trimbornstraße – Köln Frankfurter Straße – Köln/Bonn Flughafen – Porz-Wahn – Spich – Troisdorf – Siegburg/Bonn – Hennef (Sieg) – Hennef Im Siegbogen – (Blankenberg (Sieg) /) Merten (Sieg) – Eitorf – Herchen – Dattenfeld (Sieg) – Schladern (Sieg) – Rosbach (Sieg) – Au (Sieg) Stand: Fahrplanwechsel Dezember 2023                                               | 60 min |

Im Eitorfer Gemeindezentrum gelegen ist der Bahnhof auch Busknoten. Er wird von den Linien 533, 564, 570, 571, 573 und 579 der Rhein-Sieg-Verkehrsgesellschaft angefahren. Für die Buslinien gilt – wie für die im Bahnhof haltenden Züge – die Tarife des Verkehrsverbundes Rhein-Sieg (VRS), verbundüberschreitend gilt der NRW-Tarif.